# Regentenstraße 158 (Mönchengladbach)

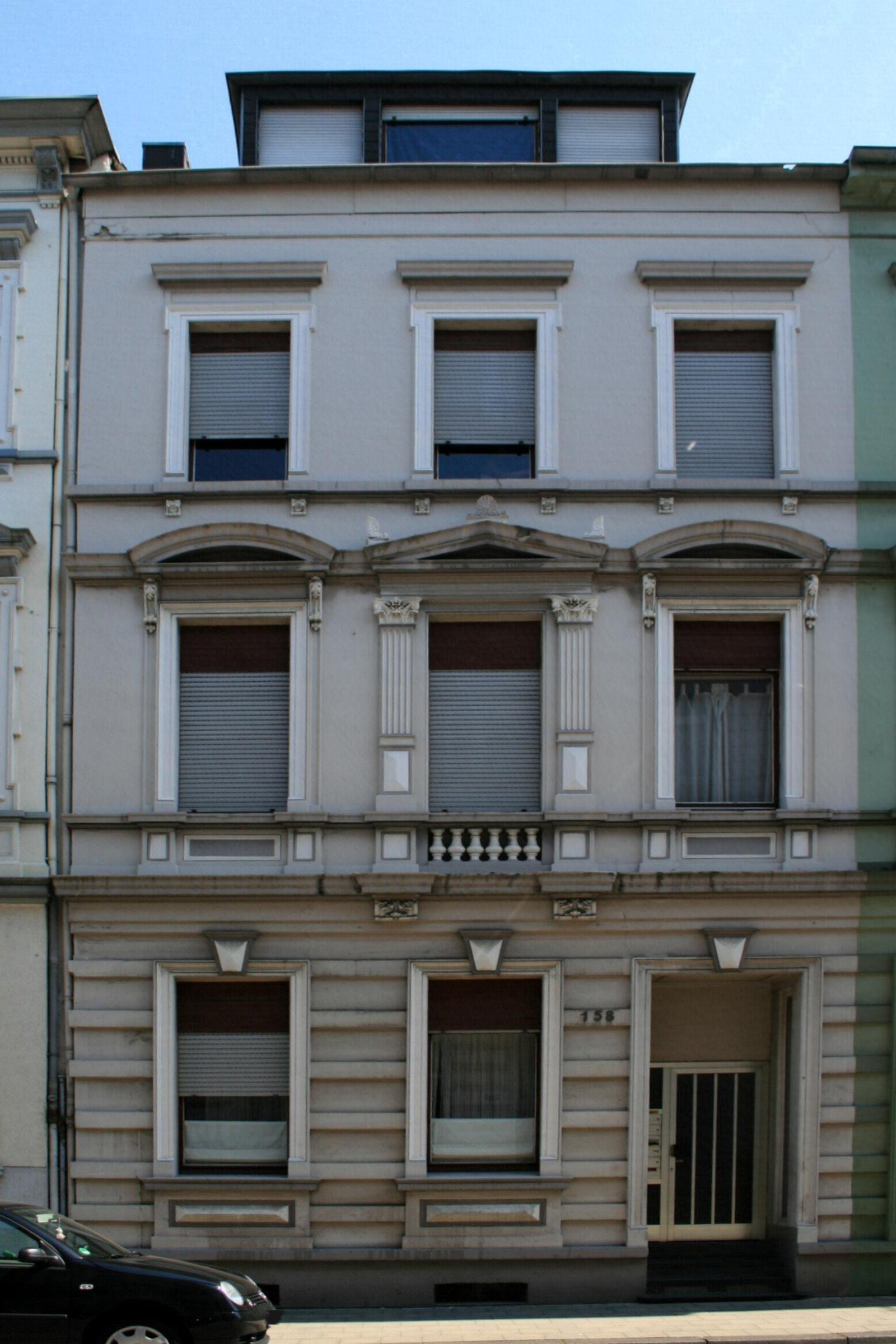
Wohnhaus (2010)

Das Wohnhaus Regentenstraße 158 steht im Stadtteil Eicken in Mönchengladbach (Nordrhein-Westfalen).
Das Gebäude wurde nach 1900 erbaut. Es wurde unter Nr. R 066 am 7. August 1990 in die Denkmalliste der Stadt Mönchengladbach eingetragen.

## Lage
Das Objekt liegt an der Südseite der Regentenstraße in einem Ensemble stilistisch ähnlicher Häuser aus dem Jahre um 1900 errichtet. 

## Architektur
Es handelt sich um ein dreigeschossiges, traufenständiges, dreiachsiges  Wohnhaus. Das Objekt ist aus städtebaulichen Gründen schützenswert.